# Центротех-СПб
ЗАО «Центротех-СПб» — закрытое акционерное общество из Санкт-Петербурга, компания в сфере атомной промышленности — разработка оборудования для разделения изотопов.

## Коллектив
3 доктора технических наук, 6 кандидатов наук, Лауреат Государственной премии, 2 лауреата Премии Совета Министров СССР, Заслуженный машиностроитель РФ, Заслуженный конструктор РФ. Генеральный директор — Алексей Кириллович Калитеевский, кандидат физико-математических наук, доктор технических наук, кавалер ордена «Знак почёта» (1986), почётного звания «Заслуженный машиностроитель Российской Федерации» (1996) и звания «Лучший изобретатель отрасли» (1989).

## Основные направления деятельности
Проектирование технически сложных систем и объектов.
Разработка, совершенствование и внедрение промышленных технологий, связанных с обогащением урана газоцентрифужным методом.
Научно-исследовательские работы и опытно-конструкторские разработки, в том числе с использованием ядерных материалов и радиоактивных веществ.
Производство научно-технических, наукоёмких и высокотехнологических процессов.
Разработка проектов промышленных процессов и производств.
Монтаж приборов контроля и регулирование технологических процессов.

## История
27 декабря 1945 г. Постановлением Правительства СССР на Ленинградском Кировском заводе было создано ОКБ по разработке основного технологического оборудования для разделения изотопов урана газодиффузионным методом (ОКБ ЛКЗ).
С 1946 г. по 1953 г. было разработано 16 типоразмеров газодиффузионных машин различной производительности, 9 из которых были поставлены на серийное производство.
В 1952 г. по Постановлению Правительства СССР за № 3088 от 8 июля 1952 г. начаты работы по созданию высокоэкономичных промышленных газовых центрифуг для разделения изотопов урана.
1955 г. — в ОКБ ЛКЗ была создана конструкция промышленной газовой центрифуги для разделения изотопов урана и на её основе на УЭХК в 1957 г. был построен и пущен в эксплуатацию опытный газоцентрифужный завод.
1964 г. — ОКБ ЛКЗ выделяется из состава Ленинградского Кировского завода и преобразуется в организацию п/я 344.
1966 г. — входит в состав Центрального конструкторского бюро машиностроения (ныне АО "ЦКБМ", входит в АО "Атомэнергомаш").
К 1990 г. — разработано и внедрено в производство несколько поколений промышленных газовых центрифуг. За эти годы при практически не изменившихся весовых, габаритных и энергетических показателях производительность газовых центрифуг была увеличена в 4 раза, а ресурсная надёжность повышена с 3 до 25-30 лет.
1992 г. — преобразуется в Научно-технический центр „Центробежные технологии — ЦКБМ“ (НТЦ Центротех — ЦКБМ»).
20.01.1998 г. по приказу Министерства Российской Федерации по атомной энергии № 26 НТЦ «Центротех» передано в ПО «ЭХЗ» на правах структурного подразделения.
Приказом Федерального Агентства по атомной энергии от 15.11.2006 года № 556 НТЦ «Центротех-ЭХЗ» преобразовано в ЗАО «Центротех-СПб».

## Современное состояние
Имеет в активе 63 патента на изобретение и более 200 авторских разработок.
Вместе с Новоуральским научно-конструкторским центром и ОКБ — Нижний Новгород составляет тройку российских разработчиков газовых центрифуг и, поскольку полностью отлаженной промышленной технологией газового центрифугирования владеет только Россия, является одним из мировых лидеров данного направления.